# Logatoom
Een logatoom is een kunstmatig woord van meestal niet meer dan één lettergreep zonder eigen betekenis. Logatomen worden onder meer gebruikt bij experimenten met akoestische en elektro-akoestische overdracht, om de gehorigheid van ruimtes te meten. 
Een andere toepassingsgebied van logatomen is binnen de psychologie, waar onderzocht wordt hoe betekenisloze lettergrepen door het menselijke brein worden waargenomen en verwerkt. De resultaten van dergelijke onderzoek vormen een van de fundamenten voor de leerpsychologie.    
In de fonologie worden met logatomen woorden van een of enkele lettergrepen bedoeld die in een bepaalde taal weliswaar geen eigen betekenis hebben, maar geheel volgens de fonotactische regels van de taal gevormd zijn en daarmee dus in feite potentiële neologismen zijn. Voorbeelden van dergelijke pseudowoorden in het Nederlands zijn kraat en traat, die met het bestaande woord praat minimale paren zouden kunnen vormen. Logatomen als naat, kaat en paat zouden minimale paren kunnen vormen met de bestaande Nederlandse woorden baat, laat en raat.  